# Chaud devant ! (film, 2019)
Pour plus de détails, voir Fiche technique et Distribution.
Chaud devant ! (Playing with Fire) ou Jouer avec le feu au Québec est une comédie américaine réalisée par Andy Fickman, sortie en 2019.

## Synopsis
En Californie, à Redding, Jake Carson est un pompier aéroporté dévoué à son métier qui lui tient à cœur. Entouré et soutenu par ses fidèles collègues Rodrigo et Axe, ce dernier trimballant sa hache de secours où qu'il aille, Carson intervient régulièrement sur de nombreux incendies, dont d'impressionnants feux de forêts. Après avoir subi un revers en apprenant qu'une partie de son équipe le quitte pour rejoindre Santa Barbara, Carson continue néanmoins à mener des sauvetages. Après avoir secouru trois enfants de leur cabane en feu, Carson reçoit une offre alléchante. Admiratif de son travail, son commandant de division, Richards, lui propose de devenir son remplaçant. Pourtant, obligé de veiller sur les enfants qu'il a sauvés dans sa caserne en attendant de les remettre à leurs parents introuvables, Carson et ses hommes vont devoir les gérer car ils sont incontrôlables et turbulents. D'autant plus que son chef qu'il s'apprête à remplacer est sur le point de débarquer pour lui rendre visite... 

## Fiche technique
- Titre original : Playing with Fire
- Titre français : Chaud devant !
- Titre québécois : Jouer avec le feu
- Réalisation : Andy Fickman
- Scénario : Dan Ewen et Matt Lieberman
- Photographie : Dean Semler
- Montage : Elísabet Ronaldsdóttir
- Musique : Nathan Wang
- Production : Todd Garner et Sean Robins
- Sociétés de production : Paramount Players, Nickelodeon Movies, Walden Media et Broken Road Productions
- Sociétés de distribution : Paramount Pictures
- Budget : 29 millions de dollars[1]
- Pays d'origine :  États-Unis
- Langue originale : anglais
- Format : couleur - 2.35:1
- Genre : comédie
- Durée : 96 minutes
- Dates de sortie :
  - États-Unis : 8 novembre 2019
  - France : 1er août 2020 (DVD)

## Distribution
- John Cena (VF : Raphaël Cohen ; VQ : Frédérik Zacharek) : Jake "Supe" Carson
- Keegan-Michael Key (VF : Serge Faliu ; VQ : Jean-François Beaupré) : Mark Rogers
- John Leguizamo (VF : Emmanuel Karsen ; VQ : Antoine Durand) : Rodrigo Torres
- Brianna Hildebrand (VF : Camille Donda ; VQ : Kim Jalabert) : Brynn
- Dennis Haysbert (VF : Thierry Desroses ; VQ : Guy Nadon) : commandant Richards
- Judy Greer (VF : Anne Massoteau ; VQ : Julie Burroughs) : Dr. Amy Hicks
- Tyler Mane : Axe
  - Paul Potts : la voix d'opéra d'Axe
- Christian Convery (VF : Fanny Bloc ; VQ : Raphaël Bleau) : Will
- Finley Rose Slater (VQ : Elia St-Pierre) : Zoey

VQ:
Directeur de plateau :  Joey Galimi
Adaptateur :  Michèle Lituac
Studio :  Cinélume